# Festuca uralensis
Festuca uralensis är en gräsart som först beskrevs av Nikolai Nikolaievich Tzvelev, och fick sitt nu gällande namn av Evgenii Borisovich Alexeev. Festuca uralensis ingår i släktet svinglar, och familjen gräs. Inga underarter finns listade i Catalogue of Life.